# Yên Sơn, Thanh Sơn
Yên Sơn là một xã thuộc huyện Thanh Sơn, tỉnh Phú Thọ, Việt Nam.
Xã Yên Sơn có diện tích 51,56 km², dân số năm 1999 là 6005 người, mật độ dân số đạt 116 người/km². Phần đông cư dân sống trên địa bàn là người dân tộc Mường. Địa hình đặc trưng của xã Yên Sơn là thung lũng hẹp nằm giữa núi Thu Tinh ở phía tây và dải núi Đá Bia nằm phía đông. Tuy là một xã thuộc tỉnh Phú Thọ nhưng đường bộ đi từ Yên Sơn đến thành phố Hoà Bình chỉ khoảng 24 km, trong khi đó muốn tới thành phố Việt Trì (tỉnh lỵ của tỉnh Phú Thọ) thì phải vượt quãng đường gần 80 km. Đây là một xã miền núi, tuy nhiên rừng tự nhiên đã bị khai thác cạn kiệt, hiện tại đồi núi xung quanh xã được trồng toàn keo tai tượng.